# پاکاهان
پاکاهان (به ارمنی: Փակահան) یک منطقهٔ مسکونی در جمهوری آرتساخ است که در استان کاشاتاق واقع شده‌است.